# Johan Cruijff Schaal 2008
In het kader van de Johan Cruijff Schaal 2008 speelden bekerwinnaar 2007/2008 Feyenoord en landskampioen 2007/2008 PSV tegen elkaar. De wedstrijd werd gespeeld op 23 augustus 2008 in de Amsterdam ArenA en met 2-0 gewonnen door PSV.
Doelpuntenmakers voor PSV waren Danko Lazović en Dirk Marcellis.

## Wedstrijd

### Voorgeschiedenis
- Dit is sinds 1996, bij de opening van de Amsterdam ArenA, de dertiende editie van de Johan Cruijff Schaal. In 1949, 1994 en 1995 werd er gestreden om de Super Cup, van 1991 tot en met 1993 om de PTT Telecom Cup.
- PSV stond in tien van de twaalf voorgaande finales om de Johan Cruijff Schaal, Feyenoord in een. De ploegen speelden niet eerder tegen elkaar voor deze prijs (wel twee keer voor de PTT Telecom Cup).
- Feyenoord won de Johan Cruijff Schaal in 1999, na een 3-2 winst op AFC Ajax.
- PSV won zes keer de Johan Cruijff Schaal. De laatste keer was in 2003, na een 3-2 winst op FC Utrecht.
- Bij Feyenoord ontbreken Roy Makaay en Jonathan de Guzmán wegens blessures die zijn opgelopen tijdens de Olympische Zomerspelen in Peking. Verder zijn ook Andwelé Slory, Theo Lucius, Karim El Ahmadi en Sherif Ekramy niet inzetbaar. Voor Kevin Hofland komt de wedstrijd na zijn operatie aan de knie te vroeg. Ron Vlaar is opnieuw geblesseerd geraakt aan zijn knie.
- De PSV-ers Otman Bakkal, Dirk Marcellis en Erik Pieters zijn wel fit en blessurevrij uit Peking teruggekeerd. Aan de andere kant ontbreken bij PSV de langdurig geblesseerden Bas Roorda en Jan Kromkamp.
- Bij deze editie van de Johan Cruijff Schaal is er een nieuwe regel met betrekking tot de gele kaarten. Deze hebben geen invloed op de verdere competities in het seizoen. Zo tellen de gele kaarten van Feyenoord niet mee voor de KNVB beker en de gele kaarten van PSV niet mee voor de Eredivisie. Een speler die twee keer geel krijgt, is wel voor de eerstvolgende Johan Cruijff Schaal geschorst. Deze schorsing verjaart na drie jaar. Een direct rode kaart loopt wel door alle competities heen.[1]
- Het prijzengeld van de Johan Cruijff Schaal bedraagt €225.000. €135.000 daarvan is voor de winnaar.

### Wedstrijddetails
|                                             |           |                           |     |                                                                  |
| 23 augustus 2008 18:00 Johan Cruijff Schaal | Feyenoord | 0 – 2                     | PSV | ArenA, Amsterdam Toeschouwers: 30.000 Scheidsrechter: Kevin Blom |
| 23 augustus 2008 18:00 Johan Cruijff Schaal |           | 55' Lazović 66' Marcellis |     | ArenA, Amsterdam Toeschouwers: 30.000 Scheidsrechter: Kevin Blom |

| Feyenoord | PSV |

| Feyenoord:      |    |                          |         |
|                 |    |                          |         |
| GK              | 1  | Henk Timmer              |         |
| RB              | 18 | Serginho Greene          |         |
| CB              | 7  | Denny Landzaat           | 59'     |
| CB              | 4  | André Bahia              |         |
| LB              | 5  | Tim de Cler              |         |
| RM              | 25 | Georginio Wijnaldum      |         |
| CM              | 10 | Luigi Bruins             |         |
| LM              | 8  | Giovanni van Bronckhorst | 42'     |
| RW              | 37 | Diego Biseswar           |         |
| CF              | 14 | Michael Mols             | 78'     |
| LW              | 10 | Nicky Hofs               | 40' 65' |
| Wisselspelers:  |    |                          |         |
| MF              | 34 | Mitchell Schet           | 65'     |
| MF              | 26 | Michał Janota            | 78'     |
| Coach:          |    |                          |         |
| Gertjan Verbeek |    |                          |         |

| PSV:           |    |                            |         |
|                |    |                            |         |
| GK             | 1  | Andreas Isaksson           |         |
| RB             | 3  | Carlos Salcido             | 77'     |
| CB             | 24 | Dirk Marcellis             | 44'     |
| CB             | 13 | Jérémie Bréchet            |         |
| LB             | 5  | Mike Zonneveld             | 62' 69' |
| RW             | 8  | Edison Méndez              |         |
| CM             | 6  | Timmy Simons               |         |
| AM             | 20 | Ibrahim Afellay            |         |
| CM             | 29 | Stijn Wuytens              |         |
| LW             | 11 | Nordin Amrabat             |         |
| CF             | 9  | Danko Lazović              | 82'     |
| Wisselspelers: |    |                            |         |
| DF             | 4  | Francisco Javier Rodríguez | 77'     |
| FW             | 10 | Danny Koevermans           |         |
| DF             | 14 | Erik Pieters               | 69'     |
| MF             | 15 | Jason Čulina               |         |
| FW             | 22 | Balázs Dzsudzsák           | 82'     |
| MF             | 28 | Otman Bakkal               |         |
| GK             | 31 | Cássio Ramos               |         |
| Coach:         |    |                            |         |
| Huub Stevens   |    |                            |         |

## Trivia
- Voor PSV maakte Stijn Wuytens zijn debuut in het betaald voetbal. Verder debuteerden voor PSV Andreas Isaksson, Jérémie Bréchet, Nordin Amrabat vanaf de aftrap. Francisco Javier Rodríguez en Erik Pieters maakten hun debuut door in te vallen.
- Voor Feyenoord debuteerden Michał Janota en Mitchell Schet in het betaald voetbal.
- PSV was de uitspelende ploeg en speelde in het blauwe uittenue, omdat het anders te veel op het tenue van Feyenoord zou lijken.
- Nordin Amrabat maakte een charge op Nicky Hofs. Hij werd hiervoor niet bestraft. Later zou hij hiervoor op grond van televisiebeelden voor twee wedstrijden worden geschorst.[2]

## Voetnoten
1. ↑  Blom arbiter Johan Cruijff Schaal, nieuwe regel kaarten, psv.nl, 21 augustus 2008.
2. ↑  PSV accepteert straf in zaak Nordin Amrabat, psv.nl, 12 september 2008.

1949 · 1989 · 1991 · 1992 · 1993 · 1994 · 1995 · 1996 · 1997 · 1998 · 1999 · 2000 · 2001 · 2002 · 2003 · 2004 · 2005 · 2006 · 2007 · 2008 · 2009 · 2010 · 2011 · 2012 · 2013 · 2014 · 2015 · 2016 · 2017 · 2018 · 2019 · 2020 · 2021 · 2022 · 2023 · 2024